# Alpinia roxburghii
Alpinia roxburghii là một loài thực vật có hoa trong họ Gừng. Loài này được Sweet mô tả khoa học đầu tiên năm 1826.